# Ошибка резидента
«Оши́бка резиде́нта» — советский двухсерийный художественный фильм, поставленный на Центральной киностудии детских и юношеских фильмов имени М. Горького в 1968 году режиссёром Вениамином Дорманом.
Экранизация первой части одноимённого романа Олега Шмелёва и Владимира Востокова, первый фильм тетралогии о профессиональном разведчике Михаиле Тульеве. Первая часть фильма называется «По старой легенде», вторая — «Возвращение Бекаса».

## Сюжет

Психологический детектив, рассказывающий о судьбе профессионального разведчика Михаила Тульева, сына русского эмигранта. Действие происходит в первой половине 1960-х годов. Тульев прибыл в СССР по старой легенде, заготовленной ещё гитлеровской разведкой, чтобы прочно осесть на месте, активизировать старых агентов и завербовать новых. На след резидента под псевдонимом «Надежда» благодаря странному анонимному письму из-за границы выходит служба контрразведки КГБ СССР. Тульев не подозревает, что появившийся в поле его зрения обаятельный уголовник Бекас (они якобы случайно едут в одном купе, где Бекас крадёт чемодан у пожилой супружеской пары) на самом деле — контрразведчик Павел Синицын, который будет контролировать каждый шаг резидента и сыграет важную роль в его судьбе.
Отец Тульева, русский граф, тоже разведчик, остро переживает разлуку с родиной.
Тульев под именем Михаила Зарокова поселяется у законсервированного со времён войны германского агента Дембовича и устраивается на работу водителем такси. Он знакомится с диспетчером автопарка Марией и у них начинается серьёзный роман.
В городе Зароков случайно (как он думает) встречает Бекаса — подвозит его на такси. Будучи уверенным, что Бекас — профессиональный вор, Зароков поручает Дембовичу завербовать его. «Будят» и другого законсервированного агента, бывшего бандеровца Леонида Круга.
К Зарокову приходит участковый милиционер с радостной новостью — в Ленинграде нашлась младшая сестра Зарокова, потерявшаяся во время войны. Избежать провала Тульев может только одним способом: сестра должна исчезнуть. Дембович посылает к ней убийцу, которого в Ленинграде сразу же задерживают, а Зарокову официально сообщают о гибели сестры. Это была последняя проверка, и теперь контрразведчики окончательно убедились: Зароков — это «Надежда».
Первая же разведывательная операция, которую организовывает Тульев, проходит под контролем КГБ: на Запад уходит дезинформация. Когда Бекас и Круг пытаются передать материалы через морскую границу СССР, происходит стычка с пограничниками. Бекас и Круг уже не могут безопасно вернуться на советский берег, их обоих принимают на иностранный корабль и увозят за кордон.
Дембович с момента появления резидента находится в депрессии. В конце концов он отправляет в КГБ покаянное письмо и кончает жизнь самоубийством. Тульев вынужден скрыться. Ему удаётся уйти от слежки и замести следы.
Мария переживает внезапное исчезновение Михаила Зарокова: она ждёт ребёнка. В своей сумочке она обнаруживает толстую пачку денег — последнее, что возлюбленный успел сделать для неё.
В западном разведцентре Синицыну-«Бекасу» устраивают изощрённую проверку. Убеждённые, что перед ними действительно беглый вор-рецидивист, хозяева Тульева определяют Бекаса в разведшколу и через год перебрасывают назад в СССР. Он поступает в распоряжение некоего Станислава Курнакова. Курнаков — это и есть Тульев, сменивший легенду, место жительства и профессию. Кроме инструкций и оборудования, Бекас передаёт Тульеву известие о смерти отца. Тульев и Синицын сближаются, у них возникает взаимная симпатия.
Синицыну удаётся найти тайник, в котором Тульев хранит шифровальные таблицы. Генерал Сергеев принимает решение скрытно арестовать Тульева-Курнакова. Задержание проходит в безлюдном месте, быстро и тихо, и теперь главное — чтобы о провале «Надежды» не узнали на Западе. Держать связь от имени резидента поручают Синицыну.

## В ролях
| Актёр                  | Роль |
| ---------------------- | --- |
| Георгий Жжёнов         | резидент западной разведки Михаил Александрович Тульев, он же Зароков, он же Станислав Курнаков, он же «Надежда» |
| Михаил Ножкин          | сотрудник КГБ Павел Синицын, он же Бекас                                                                         |
| Олег Жаков             | Ян Евгеньевич Дембович                                                                                           |
| Ефим Копелян           | генерал КГБ Андрей Михайлович Сергеев                                                                            |
| Николай Прокопович     | полковник КГБ Владимир Гаврилович Марков                                                                         |
| Элла Шашкова           | диспетчер таксопарка Мария Николаевна                                                                            |
| Владимир Гусев         | сотрудник КГБ Алексей Кустов                                                                                     |
| Ирина Мирошниченко     | лейтенант КГБ Рита                                                                                               |
| Вадим Захарченко       | «Лазарев» — Леонид Круг                                                                                          |
| Николай Граббе         | брат Леонида, сотрудник западного разведцентра Виктор Круг                                                       |
| Глеб Плаксин           | шеф западного разведцентра                                                                                       |
| Эрвин Кнаусмюллер      | сотрудник западного разведцентра Себастьян                                                                       |
| Николай Бриллинг       | сотрудник западного разведцентра Александер                                                                      |
| Николай Бубнов         | отец Михаила Тульева граф Александр Николаевич Тульев                                                            |
| Юрий Волынцев          | шофёр такси Слива                                                                                                |
| Анастасия Георгиевская | пассажирка в поезде                                                                                              |
| Владимир Пицек         | пассажир в поезде                                                                                                |
| Александр Гречаный     | бывший пособник оккупантов Василий Терентьев                                                                     |
| Владимир Гуляев        | сотрудник КГБ |
| Марина Гуткович        | горничная Эльза в здании разведцентра                                                                            |
| Эрнст Зорин            | Алик Ступин |
| Георгий Оболенский     | настоящий Михаил Зароков                                                                                         |
| Ростислав Плятт        | валютчик, агент западной разведки Николай Николаевич Казин                                                       |
| Иван Савкин            | сотрудник ЛОВД на транспорте капитан милиции                                                                     |
| Николай Смирнов        | работник таксопарка дядя Лёша                                                                                    |
| Николай Сморчков       | массовик в санатории                                                                                             |
| Манефа Соболевская     | домохозяйка Курнакова Елена Андреевна                                                                            |
| Георгий Тусузов        | старичок на бегах                                                                                                |
| Софья Фадеева          | мать Павла Анна Николаевна                                                                                       |
| Борис Юрченко          | бывший уголовник «Боцман»                                                                                        |
| Геннадий Юхтин         | участковый уполномоченный, лейтенант Егоров                                                                      |
| Вера Петрова           | эпизод (в титрах не указана)                                                                                     |
| Николай Скоробогатов   | судья (в титрах не указан)                                                                                       |
| В. Крупицкий           | эпизод |
| А. Помян               | эпизод |

## Съёмочная группа
- Авторы сценария:
Олег Шмелёв, Владимир Востоков
- Постановка — Вениамина Дормана
- Главный оператор — Михаил Гойхберг
- Режиссёр — Клеопатра Альперова
- Художник-постановщик — Людмила Безсмертнова
- Звукооператор — Юрий Закржевский

## Музыка и песни
- В фильме нет закадровой музыки. Начальные титры идут на фоне обычного вокзального шума.
- Бекас, прогуливаясь у дома Курнакова, поёт песню кинодраматурга и художника Евгения Аграновича «Я в весеннем лесу пил берёзовый сок…».
- Компания молодёжи на улице поёт песню Бориса Потёмкина «Наш сосед»[2].
- В эпизоде на курорте отдыхающие поют под гитару песню Михаила Ножкина «Образованные просто одолели»[3].
- Бекас на квартире у пассии Дембовича поёт песню М. Ножкина «А на кладбище так спокойненько»[4] и цитирует блатную песню «По тундре, по железной дороге»[5].
- Также Бекас напевает строчки из студенческой песни: «Ты уедешь к северным оленям…»[6].
- Во время приёма радиограмм в этом и следующем фильме сначала звучит широко известная песня 1963 года «Каникулы любви» (яп. 恋のバカンス) японского поп-дуэта «The Peanuts» (яп. ザ・ピーナッツ).

## Критика
Кинокритик Ирина Кокорева хвалила авторов фильма за то, что они пошли по «пути наблюдения за человеческими характерами», «создавая разветвлённый и запутанный детективный сюжет, изображая самые хитроумные и умелые действия врага, расследуя причины его краха».
Киновед Константин Щербаков отмечал, что «персонажи и ситуации „Ошибки резидента“, в общем, достойно выдерживают нелёгкое испытание достоверностью, неопровержимо доказывая, что психологические возможности детектива значительно шире, чем это порой принято считать».